# Сара Симеони
Сара Симеони (удата Ацаро) (Риволи Веронезе 19. априла 1953)  бивша је италијанска, атлетичарка у скоку увис, освајач златне медаљи на Олимпијским играма 1980.  и два пута постављала светски рекорд у скоку увис.

## Спортска биографија
Сара Симеони је рођена у Риволи Веронезе у округу Врона. Као мала почела је тренирати атлетику, специјализујући се за скок увис. Први међународни резултат био је на Европском првенству 1971. у Хелсинкију, где је завршила као 9. са скоком од 1,78 м. Први међународни успех био је на Олимпијским играма 1976. у Монтреалу, освајајући сребрну медаљу, са личним рекордом од 1,91 м. ПOбедила је Росемарие Ацкерманн, скоком од 1,99 м.
У августу 1978. поставила је нови светски рекорд са 2,01 м у Бреши (овај скок је био национални рекорд све док Антониетта Ди Мартино није скочила 2,02 м 6. јуна 2007). Касније истог месеца изједначила га је у Прагу и освојила европску титулу. Године 1980. Симеони је поставио нови олимпијски рекорд од 1,97 м када је освојила златну медаљу у Москви. Била је била једина спортисткиња из некомунистичких земаља, која је освојила златну медаљу у атлетици у Москви.
У наредни годинама борила се са серијом повреда тетива,  да би повратила своју форму. На Олимпијским играма 1984, у Лос Анђелесу носила је италијанску заставу приликом церемоније отварања. Ту је учврстила своју репутацију једне од највећих женских скакачица у вис, у узбудљивом двобоју са Немцом Урлике Мајнфарт. Симеони је први пут од 1978. године успела прескочила висину од 2 метра. Међутим, Меифартова је узвратило са скоком од 2,02 м, а Симеони је освојио сребрну медаљу.
У њене друге титуле укључују се и две бронзане медаље на Европском првенству на отвпреним и 4 златне у дворани. Освојила је и 25 националних титула. Њен скок од 2,01 м био је италијански рекорд за жене 29 година.
Сара Симеони се сматра једним од најбољих италијанских спортиста икада. Удата је за свог тренера Ерминија Ацара. Њихов син Роберто Ацаро је такође скакач увис.

## Значајни међународни резултати
| Година               | Такмичење                                     | Место                         | Пласман              | Резултат м           | Детаљи                                |
| Представљала Италију | Представљала Италију                          | Представљала Италију          | Представљала Италију | Представљала Италију | Представљала Италију                  |
| -------------------- | --------------------------------------------- | ----------------------------- | -------------------- | -------------------- | ------------------------------------- |
| 1970.                | Европско првенство у атлетици за јуниоре У-20 | Париз, Француска              | 5.                   | 1,70                 |                                       |
| 1971.                | Европско првенство 1971.                      | Хелсинки, Финска              | 9.                   | 1,79 НР              | [ 3 ]                                 |
| 1971.                | Медитеранске игре 1971.                       | Измир, Турска                 |                      | 1,79                 |                                       |
| 1972.                | Олимпијске игре                               | Минхен, Западна Немачка       | 6.                   | 1,85                 |                                       |
| 1973.                | Европско првенство у дворани 1973.            | Ротердам, Холандија           | 9.                   | 1,82                 |                                       |
| 1973.                | Универзијада                                  | Москва СССР                   |                      | 1,81                 | [ 4 ]                                 |
| 1974.                | Европско првенство у дворани 1974.            | Гетеборг, Шведска             | 11.                  | 1,75                 |                                       |
| 1974.                | Европско првенство 1974.                      | Рим, Италија                  |                      | 1,89                 |                                       |
| 1975.                | Европско првенство у дворани 1975.            | Катовице, Пољска              | 4.                   | 1,80                 |                                       |
| 1975.                | Медитеранске игре 1975.                       | Алжир, Алжир                  | 1.                   | 1,89                 |                                       |
| 1975.                | Универзијада                                  | Рим, Италија                  |                      | 1,88                 | [ 4 ]                                 |
| 1976.                | Олимпијске игре                               | Монтреал, Канада              |                      | 1,91                 |                                       |
| 1977.                | Европско првенство у дворани 1977.            | Сан Себастијан, Шпанија       |                      | 1,92                 |                                       |
| 1977.                | Универзијада                                  | Софија, Бугарска              |                      | 1,92                 | [ 4 ]                                 |
| 1977.                | Светски куп                                   | Диселдорф, Западна Немачка    |                      | 1.921                | [ 5 ]                                 |
| 1978                 | Европско првенство у дворани 1978.            | Милано, Италија               |                      | 1,94                 |                                       |
| 1978                 | Европско првенство 1978.                      | Праг, Чехословачка            |                      | 2,01                 |                                       |
| 1979                 | Светски куп                                   | Монтреал, Канада              |                      | 1.941                | [ 5 ]                                 |
| 1979                 | Универзијада                                  | Мексико Сити, Мексико         |                      | 1,92                 | [ 4 ]                                 |
| 1979                 | Медитеранске игре 1979.                       | Сплит, Југославија            |                      | 1.98                 |                                       |
| 1980                 | Европско првенство у дворани 1980.            | Зинделфинген, Западна Немачка |                      | 1,95                 |                                       |
| 1980                 | Олимпијске игре                               | Москва, Совјетски Савез       |                      | 1,97                 |                                       |
| 1981                 | Европско првенство у дворани 1981.            | Гренобл, Француска            |                      | 1,97                 |                                       |
| 1981                 | Универзијада                                  | Букурешт, Румунија            |                      | 1,96                 | [ 4 ]                                 |
| 1982.                | Европско првенство                            | Атина, Грчка                  |                      | 1,97                 |                                       |
| 1983.                | Светско првенство                             | Хелсинки, Финска              | 19.                  | 1,84                 | Архивирано на веб-сајту (3. јул 2019) |
| 1984.                | Олимпијске игре                               | Лос Анђелес, САД              |                      | 2,00                 |                                       |
| 1986.                | Европско првенство                            | Штутгарт, Западна Немачка     | =13                  | 1,86                 |                                       |

1Представљала Европу

## Националне титуле
Освојила је 25 националних титула на првенствима Италије:
- Првенства на отвореном:
  - Скок увис: 1970, 1971, 1972, 1973, 1974, 1975, 1976, 1977, 1978, 1979, 1980, 1982, 1983, 1985 (14)
  - Петобој 1972 (1)
- Првенства у дворани
  - Скок увис: 1970, 1971, 1973, 1974, 1975, 1977, 1978, 1980, 1981, 1986 (10)